# Hemimycena
Hemimycena là một chi nấm trong họ Mycenaceae. Chi này phân bố phổ biến, và có about 50 species.

## Hình ảnh

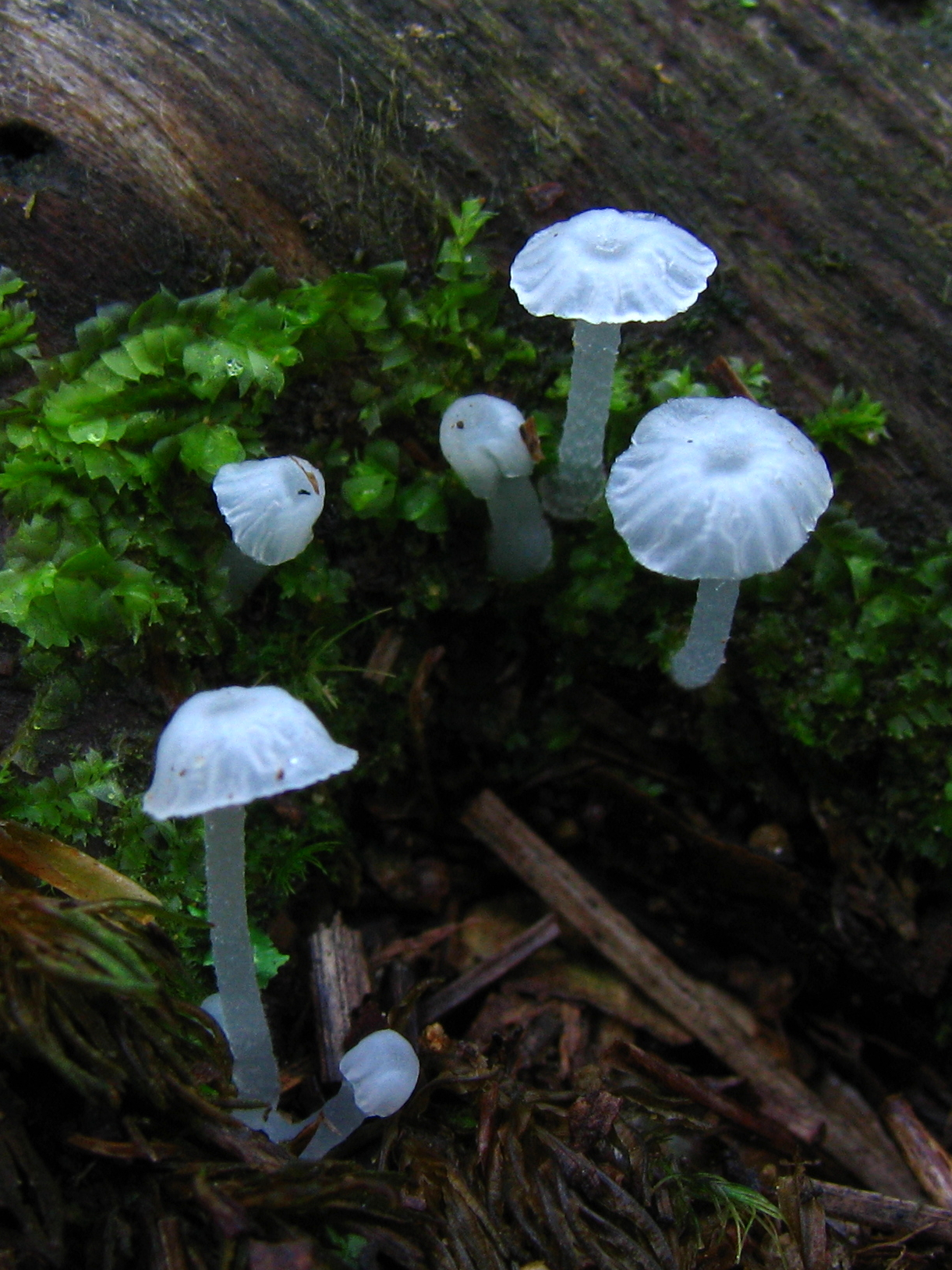

## Các loài
- H. angustispora
- H. candida
- H. cephalotricha
- H. conidiogena
- H. crispata
- H. cucullata
- H. cyphelloides
- H. delectabilis
- H. epichloë
- H. gracilis
- H. gypsella
- H. hirsuta
- H. lactea
- H. longicystis
- H. mairei
- H. mauretanica
- H. minutissima
- H. ochrogaleata
- H. pithya
- H. pithyophila
- H. pseudocrispula
- H. pseudolactea
- H. reducta
- H. rickenii
- H. subglobispora
- H. subimmaculata
- H. tortuosa